# Texas Slavery Project
Il Texas Slavery Project è un progetto di storia digitale creato da Andrew J. Torget, al tempo direttore dei progetti presso il Virginia Center for Digital History, dell'Università della Virginia. Lo scopo del sito è quello di studiare l'espansione dello schiavismo tra gli anni 1837 e 1845, nell'area di quello che sarebbe poi diventato lo stato del Texas. Il lavoro è stato accolto positivamente dagli storici, ed è stato definito come uno dei lavori più innovativi ed importanti nel campo della storia digitale.
Il progetto venne presentato per la prima volta nel 2007, al Nebraska Digital Workshop, tenuto dal Center for Digital Research in the Humanities, dell'Università del Nebraska-Lincoln.

## Contesto storico
Negli anni venti del XIX secolo i proprietari di schiavi iniziarono a migrare verso la allora messicana provincia del Texas, per stabilirvisi e creare un'economia schiavista simile a quella sviluppatasi in Mississippi ed Alabama. Ciò provocò delle tensioni tra i coloni anglosassoni ed il governo del Messico, il quale stava tentando di debellare la schiavitù dai propri territori. I coloni della regione decisero di ribellarsi, e nel 1836 venne fondata la Repubblica del Texas, nella quale, tra il 1836 ed il 1845 vi si riversarono gli schiavisti statunitensi.

I territori della Repubblica del Texas, oggetto della ricerca di Andrew J. Torget

## Sviluppo del progetto
L'obiettivo del Texas Slavery Project è quello di utilizzare le tecnologie digitali per analizzare la diffusione della schiavitù americana nei confini tra il Messico e gli Stati Uniti. Mediante l'utilizzo di mappe digitali, database demografici e fonti primarie digitalizzate, il progetto esamina il ruolo della schiavitù negli Stati Uniti sud-occidentali.
Il progetto nasce dalle necessità presentatesi ad Andrew J. Torget nella scrittura della sua tesi di dottorato sui movimenti degli schiavisti in Messico nel ventennio tra il 1820 ed il 1840. Utilizzando le informazioni riguardanti la raccolta delle tasse, Torget creò un database demografico della popolazione, il quale venne poi adattato in un formato digitale di tipo MySQL. Egli incrociò poi questi dati in un sistema GIS, in modo da visualizzare le relazioni spaziali della popolazione di schiavi.
Il progetto è stato finanziato dalla Summerlee Foundation ed è coordinato dal Virginia Center for Digital History.

## Contenuti del progetto

### Mappe
Le mappe contenute nel progetto sono riunite in un'unica mappa interattiva, che mostra le statistiche riguardanti schiavi e proprietari di schiavi nelle diverse contee del Texas tra il 1837 ed il 1845. I dati sono esplorabili attraverso vari layers che si sovrappongono alla mappa e mostrano, ad esempio, i confini nazionali, i fiumi regionali, una timeline scorrevole, e grafici che mostrano l'evoluzione dei dati demografici.
È inoltre disponibile un grafico che mette in relazione le informazioni riguardanti la popolazione e l'arco cronologico interessato.

### Database
Il progetto contiene un database ricercabile riguardante la popolazione, basato sui dati fiscali del Texas. È possibile ricercare all'interno delle informazioni mediante due tipi di ricerca, uno basato semplicemente sulla scelta della contea, ed un altro invece che filtra i risultati in base a dei criteri scelti dall'utente.

### Fonti primarie
Una parte importante del progetto sono le fonti primarie, copie digitalizzate di documenti stampati tra gli anni venti e quaranta del XIX secolo. Questi documenti sono organizzati per tipo: Le leggi del Texas, la corrispondenza diplomatica della repubblica del Texas, le carte di James F. Perry, il registro delle tasse di Houston, la Civilian & Galveston Gazette.